# Ticker-tape parade
Ticker-tape parade er en engelsk betegnelse for en form for parade holdt i et bycentrum som opstod i USA. Paradeformen kendetegnes ved at der slippes store mængder papirstykker fra kontorbygninger langs ruten, noget som skaber en triumferende, snestormslignende effekt.
Betegnelsen opstod i New York City som en spontan fejring som blev holdt 29. oktober 1886 i forbindelse med indvielsen af Frihedsstatuen, og denne form for fejring bliver stadig hovedsageligt forbundet med New York City.
Disse parader organiseres kun ved specielle begivenheder i New York City.